# Jozef De Kesel
Jozef De Kesel (n. Gante, Región Flamenca, Bélgica, 17 de junio de 1947) es un cardenal belga. 

## Episcopado

### Obispo Auxiliar de Malinas-Bruselas
El 20 de marzo de 2002, el Papa Juan Pablo II lo nombró Obispo titular de Bulna y Obispo Auxiliar de la Arquidiócesis de Malinas-Bruselas.

### Obispo de Brujas
El 25 de junio de 2010, el Papa Benedicto XVI lo nombró IX Obispo de la Diócesis de Brujas.
Se instaló el 10 de julio de 2010.

### Acusación
En 2014, De Kesel, obispo de Brujas, nombró párroco al padre Tom Flamez después de haber sido condenado por abuso sexual. No destituyó al P. Antoon Stragier del ministerio hasta 2015, aunque la diócesis conoció los crímenes de Stragier en 2004.

### Arzobispo de Malinas-Bruselas
El 6 de noviembre de 2015, el Papa Francisco lo nombró XXIIArzobispo Metropolitano de la Arquidiócesis de Malinas-Bruselas, así como Primado y Ordinario Militar de Bélgica.
Tomó posesión canónica el 12 de diciembre de 2015.
También es desde el 26 de febrero de 2016 el nuevo Presidente de la Conferencia Episcopal de Bélgica.

## Cardenalato
Fue creado cardenal por el papa Francisco, en el consistorio cardenalicio el día 19 de noviembre de 2016, con el título de cardenal-presbítero de San Juan y San Pablo.
El 23 de diciembre de 2017, fue nombrado miembro del Dicasterio para los Laicos, la Familia y la Vida.
El 27 de agosto de 2019 fue nombrado miembro del Pontificio Consejo de la Cultura ad quinquennium.
El 22 de noviembre de 2022 fue nombrado miembro del Dicasterio para la Cultura y la Educación usque ad octogesimum annum aetatis.

### Arzobispo emérito de Malinas-Bruselas
El 22 de junio de 2023 fue aceptada su renuncia al gobierno pastoral de la archidiócesis de Malinas-Bruselas por límite de edad.